# Bergtjärnet (Gräsmarks socken, Värmland)
Bergtjärnet är en sjö i Sunne kommun i Värmland och ingår i Göta älvs huvudavrinningsområde. Sjöns area är 0,017 kvadratkilometer och den är belägen 252 meter över havet.